# Маттеи, Фернандо
Фернандо Хорхе Маттеи Абель (исп. Fernando Jorge Matthei Aubel, 11 июля 1925 года, Осорно, Чили — 19 ноября 2017 года, Сантьяго, Чили) — чилийский военный и государственный деятель, генерал авиации. Главнокомандующий ВВС и член Правительственной хунты Чили (1978—1991). Сыграл важную роль в процессе перехода страны к демократическому правлению, первым из членов хунты признав результаты референдума о недоверии Пиночету и воспрепятствовав планам военного переворота.
Отец Эвелин Маттеи, министра труда Чили в первом правительстве Себастьяна Пиньеры и кандидата в Президенты на выборах 2013 года, где она проиграла Мишель Бачелет (отец которой, генерал Альберто Бачелет, в своё время был подчинённым Маттеи и замучен с его ведома и согласия).

## Карьера в ВВС
Родился в семье немецкого происхождения. В 1945 году поступил в училище военной авиации. Первое офицерское звание получил в 1948 году. Служил в бомбардировочной эскадрилье, был инструктором военной авиашколы.
В 1953 году стажировался в США. Вернувшись в Чили, получил назначение на авиабазу в Антофагасте. В 1960 переведён в Сантьяго и назначен командиром эскадрильи. В 1961 — адъютант главнокомандующего ВВС. В 1966—1968 командовал авиационной группой. В 1968—1969 находился в Великобритании в составе чилийской военно-воздушной делегации.
С 1969 — профессор Военно-воздушной академии. Преподавал курс тактики воздушного боя.
В начале 1971—1973 — руководитель военно-авиационных представительств Чили в Великобритании и Швеции.

## При военном режиме

### Министр и член хунты
Фернандо Маттеи не участвовал в военном перевороте 11 сентября 1973, поскольку находился в Лондоне, однако поддержал смену власти. Вернулся в Чили в декабре 1973. В стенах военно-авиационного вуза, которым руководил Маттеи, была обустроена тюрьма. В марте 1974 года там допрашивался, подвергался пыткам и скончался обвинённый в измене генерал ВВС Альберто Бачелет — бывший сослуживец и личный друг Маттеи, сторонник свергнутого президента Альенде.
В январе 1975 года Фернандо Маттеи был назначен командиром авиабригады. 19 марта 1976 вошёл в военное правительство в качестве министра здравоохранения.
Летом 1978 обострился конфликт между главой правящей военной хунты Аугусто Пиночетом и членом хунты, главнокомандующим ВВС Густаво Ли. 24 июля 1978 генерал Ли был смещён со всех постов. Пиночет в ультимативной форме предложил Маттеи возглавить командование ВВС и войти в состав хунты. Маттеи дал согласие.

### Роль в Фолклендской войне
В 1982 году генерал Маттеи активно поддерживал Великобританию в Фолклендской войне. Такая позиция определялась не только дружественными отношениями Аугусто Пиночета с Маргарет Тэтчер, но и давней напряжённостью чилийско-аргентинских отношений из-за территориального спора в проливе Бигл.

Я сделал всё, чтобы Аргентина не выиграла эту войну, потому что следующая война была бы против нас.

Фернандо Маттеи.

Маттеи с его давними связями в Лондоне являлся одной из ключевых фигур британо-чилийского альянса. Чилийская помощь британцам заключалась в предоставлении оперативной военной информации, полученной по каналам воздушной и электронной разведки.

### «Ветеран хунты»
В октябре 1988 года генерал Маттеи первым из представителей чилийских властей официально признал поражение Пиночета на референдуме о продлении президентских полномочий.
Фернандо Маттеи являлся членом Правительственной хунты Чили почти 12 лет — дольше, чем любой из двенадцати её членов, за исключением Хосе Торибио Мерино и Сесара Мендосы.

## Обвинения по делу Бачелета
После возврата Чили к гражданскому правлению в 1990 году Маттеи некоторое время сохранял пост главнокомандующего ВВС. Вышел в отставку 31 июля 1991 года, хотя по условиям переходного процесса мог оставаться на посту до 1998. Своё решение о досрочном уходе он мотивировал тем, что смена главнокомандующего позволит ВВС Чили «полностью адаптироваться к демократии».
В 2012 году Ассоциация жертв политических преследований и адвокат-правозащитник Эдуардо Контрерас выдвинули против Маттеи обвинение в причастности к смерти генерала Бачелета. Однако суд отклонил ходатайство о привлечении Маттеи к ответственности. Сам Маттеи категорически не признаёт такого рода претензий:

Обвинять меня в смерти моего друга генерала Бачелета — такой же гротеск, как обвинение Бачелета в измене. От этого можно умереть со смеху. Я живу в мире со своей совестью и с Анхелой Бачелет — его женой и моим другом.

## Кончина
Фернандо Маттеи скончался в чилийской столице в возрасте 92 лет.

## Политика дочери
Эвелин Маттеи — дочь Фернандо Маттеи — известный правый политик, деятель Независимого демократического союза, министр труда в консервативном правительстве Себастьяна Пиньеры. На выборах 2013 года Эвелин Маттеи баллотировалась в президенты Чили. Однако победу одержала Мишель Бачелет — дочь генерала Бачелета.